# 구보 야스오
구보 야스오(일본어: 久保 康生, 1958년 4월 8일~)는 일본의 전 프로 야구 선수이자 야구 지도자이다. 후쿠오카현 가호군 호나미정(현: 이즈카시) 출신이며 현역 시절 포지션은 투수였다.
현재 요미우리 자이언츠 순회 투수 코치이다.

## 인물

### 프로 입단 전
야나가와 상업고등학교 시절인 2학년 때 1975년 춘계 선발 대회(제47회 선발 고등학교 야구 대회)의 에이스 가쿠라 가즈마의 백업 투수로 출전했다. 1차전에서는 호리코시 고등학교에게 패하여 그의 등판은 없었다. 그해 여름에는 가쿠라의 포지션이 우익수로 변경됐고, 투수로서 후쿠오카현 대회 결승에 진출했지만 고쿠라미나미 고등학교에게 패했다. 이듬해 1976년 하계 고시엔 대회(제58회 전국 고등학교 야구 선수권 대회)에서는 에이스로서 출전했다. 미에 고등학교를 누르고 3차전에 진출했지만 PL가쿠엔 고등학교의 나카무라 세이지(와세다 대학-닛산 자동차)와 투수전 끝에 0대 1로 석패했다. 고등학교 동기로는 1루수인 다치바나 요시이에가 있다.

### 프로 야구 선수 시절

#### 긴테쓰 버펄로스 시절
1977년 프로 야구 드래프트 1순위로 긴테쓰 버펄로스에 입단해 에이스급에 해당되는 등번호 16번이 주어졌다. 입단 4년차인 1980년에는 속구파로서 두각을 나타내며 전기 리그에 구원으로서 데뷔 첫 승리 투수가 됐고 후기 시즌에서는 선발 로테이션 반열에 올랐다. 첫 완투가 된 8월 17일 닛폰햄 파이터스와의 더블헤더 2차전(삿포로시 마루야마 구장)에서는 타선의 지원이 없어서 패전 투수가 됐지만, 9월 3일 닛폰햄전(닛세이)에서 첫 완투승을 따내며 설욕했다. 9월 중순부터는 선발로서 완투승, 구원으로 세이브를 기록하는 등의 활약으로 팀의 후기 리그 우승에 큰 기여를 했다. 그해 시즌에서는 8승 3세이브를 남겨 팀은 롯데 오리온스와의 플레이오프에서 2연패를 달성했다. 처음으로 우승을 맛보기도 했지만 이것은 오랜 현역 생활에 있어서의 처음이자 마지막 환희였다.
1981년에도 선발과 구원을 번갈아가며 등판했고 5월 9일 한큐 브레이브스전(니시노미야)에서 데뷔 첫 완봉승을 거두었다. 타선의 갑작스런 부진과 스즈키 게이시, 이모토 다카시 등의 좌우 양 투수가 부진에 시달릴 정도의 악재가 겹쳐 최하위로 내려앉은 어수선한 팀의 분위기도 있어서 42경기에 등판하여 9승 8세이브를 기록했다.
1982년에는 개막 2차전이 된 4월 5일 한큐전(니시노미야)에서 완투승을 거두면서 이후 7경기 연속 완투승으로 6승 1패를 올리는 등 선발의 핵심축이 됐고, 9월 5일 난카이 호크스전(오사카)에서 무4구 완봉승도 기록했다. 최종적으론 시즌 15완투, 12승 1세이브로 처음이자 마지막이 되는 두 자릿수 승리가 됐다. 같은 해 전후 최연소로 타격 3관왕이 된 롯데의 오치아이 히로미쓰를 상대로 타율 0.176, 3피안타, 1홈런으로 막아냈지만 한신 타이거스 시절이던 1995년에는 주니치 드래건스를 거쳐 요미우리 자이언츠에서 뛰고 있던 오치아이에게 통산 2000안타를 내주고 말았다.
1983년에는 5승 10패로 크게 부진하면서 서서히 구원으로 등판하는 일이 많아졌고 팔꿈치에도 부담이 생길 정도의 부진이 잦았다. 1986년 오프에 결국 오른쪽 팔꿈치 수술을 받게 되면서 향후 선수 생활에 있어서 장담하기 어려운 상황에 놓이게 되자 예상대로 구속이 늘어나지 않게 됐다.

#### 한신 타이거스 시절
1988년에는 2경기 등판에 그쳤고 시즌 중이던 5월에 나카타니 다다미와의 맞트레이드로 한신 타이거스로 이적했다. 오랫동안 주춤했던 직구가 되살아났는데 같은 달 31일 야쿠르트전(한신 고시엔 구장)에서의 이적 후 첫 구원 등판했다. 팀이 8연패로 맞이한 6월 13일 요미우리전(고시엔)에서 선발로 발탁됐는데 종종 위기를 맞이하고 있는 상황에서도 6이닝 1실점으로 막아내며 나카니시 기요오키의 구원도 있어 1년 10개월 만의 승리 투수가 됐다. 그 후에도 7월 17일 주니치전(고시엔)에서 완투승, 같은 달 31일 요코하마 다이요 웨일스전(고시엔)에서 완봉승을 따냈다. 팔꿈치에 약간의 통증은 남아있었지만 무라야마 미노루 감독의 기대에 부응하기 위해 계속 등판했다. 선발에서는 완급을 붙이기 위해 커브와 체인지업, 포크볼도 던졌지만 구원에서는 직구와 슬라이더로 승부했다. 퍼시픽 리그 시절에는 타석에 들어서진 않지만 센트럴 리그 1년째인 1988년에는 18타수 7안타에 타율 0.389를 기록했고 1989년에는 16타수 6안타에 타율 0.375, 1홈런을 기록한 바 있다. 1988년 6월 1일 야쿠르트전(메이지 진구 구장)에서는 오바나 다카오를 상대로 솔로 홈런을 날렸지만 데뷔 13년차에 기록한 첫 홈런은 당시로선 가장 느린 기록이었다.
1990년 이후에는 중간 계투에만 전념하여 같은 해 센트럴 리그 최다인 55경기 등판 기록을 세웠고 84이닝 동안 선발 시절을 능가하는 자신의 최다 기록인 89탈삼진을 기록했다.
1994년 오프에는 자유 계약을 행사하여 이듬해에도 한신에 잔류했다.

#### 긴테쓰에 복귀
1996년 신임 감독 체제로 출전 기회가 급격히 줄어든 것에 분노해 2군 감독에게 직접 트레이드를 호소하여 시즌 중에 현금 트레이드로 친정팀 긴테쓰에 복귀하면서 투수로서는 이례적인 등번호 ‘6’번을 착용해 구원 에이스 아카호리 모토유키와 연결되는 마무리로서 베테랑다운 안정감을 발휘했다. 그 후에는 부진이 계속되면서 등판 기회도 점점 줄어들었다.

### 그 후
1997년을 끝으로 현역에서 은퇴했다. 같은 해 스프링 캠프에서 신인이던 오쓰카 아키노리에게 정기적으로 조언을 해주고 있어서 자신은 오쓰카를 대신해서 등록이 말소됐지만 2군에는 내려가지 않고 1군에 동행하여 불펜 코치 역할을 맡았는데 이 경험이 은퇴 후에도 코치로서도 자신감을 얻었다고 훗날 밝혔다.
1998년부터 2001년까지 긴테쓰 2군 투수 코치, 2002년부터 2004년까지 1군 투수 코치를 맡았는데 긴테쓰 코치 시절에는 오쓰카 아키노리, 이와쿠마 히사시를 지도했고 마키 마사키, 롭 맷슨, 제레미 파월 등의 비약적인 활약을 지원했다.
2005년에는 한신으로 자리를 옮겨 1군 투수 코치, 2006년에는 1군 배터리 종합 코치, 2007년부터 2008년까지 1군 투수 수석 코치, 2009년부터 2011년까지 1군 투수 코치 등을 역임했으며 한신 코치 시절인 2005년에는 팀의 리그 우승에 기여했다. 2009년에는 고등학교 선배인 마유미 아키노부가 한신 감독으로 취임하자 마유미 감독의 지휘 하에서 자신은 1군 투수 코치로서 투수 기용의 전권을 맡았다. 부진에 시달리고 있던 노미 아쓰시를 팀의 에이스로 성장시키는 것을 비롯해 랜디 메신저가 중간 계투로서 결과를 남기지 못하고 퇴단 가능성이 거론되던 와중에 선발로서 기용하는 등 코치로서의 수완을 발휘했다. 마유미 감독의 퇴임에 의해 2011년 시즌 끝으로 코치직에서 물러났다.
2012년 6월부터 9월까지 KBO 리그 두산 베어스의 2군 투수 인스트럭터를 맡은 뒤 그 지도력과 육성 수완을 다시 인정받아 한신에 복귀했다. 2013년에는 한신의 2군 투수 수석 코치로 발탁하여 후쿠하라 시노부, 안도 유야, 다카미야 가즈야, 구와하라 겐타로 등 베테랑 구원진의 개조에 수완을 발휘했다. 2017년까지 한신에서의 코치직을 계속 맡았지만 2017년 시즌을 끝으로 퇴단했다.
2018년부터 후쿠오카 소프트뱅크 호크스의 2군 투수 코치로 부임하면서 부진에 시달리던 다카하시 준페이, 육성 선수 신분으로 입단한 오타케 고타로의 성장을 이끌었다. 오타케는 와세다 대학 시절 부진의 영향으로 투구폼이 무너지면서 프로에 입단 후에도 계속 무너진 채로 있었다고 한다. 일대일로 지도한 끝에 오타케의 투구 폼이 수정되면서 기대 이상의 활약을 펼쳤고 오타케는 자신의 성장을 이끌어준 구보에 대해서 고마움을 표했다고 한다. 2020년에는 이와사키 쇼의 투구폼을 수정하여 시즌 종반전의 부활로 연결했다. 2020년 11월 11일에 소프트뱅크를 퇴단했다.
2021년부터는 야마토타카다 클럽의 어드바이저를 맡았다.
2022년 10월 13일에 2023년 시즌부터 요미우리 자이언츠의 순회 투수 코치로 발탁됐다고 요미우리 구단측에서 공식 발표했고 등번호는 84번으로 결정됐다. 2023년 시즌 개막을 앞둔 3월 29일에 순회 코치 직함에서 벗어난 투수 코치로 이동됐다. 스가노 도모유키의 부활을 곁에서 지원해주고 요코가와 가이를 엄격하게 지도해나갔다. 2023년 10월 16일에 다시 순회 투수 코치로 이동됐다.

## 에피소드
- 긴테쓰 시절 야마모토 가즈노리와는 입단 동기였으며 1982년에 야마모토가 긴테쓰에서 방출됐을 때 자신이 알고 있던 타격 연습장을 야마모토에게 일터로 소개했다.[23]

- 레론 리는 일본에서 맞붙은 인상적인 투수 가운데 한 사람으로 구보를 꼽았다.[24]

## 상세 정보

### 출신 학교
- 야나가와 상업고등학교(현: 야나가와 고등학교)

### 선수 경력
- 긴테쓰 버펄로스(1977년~1988년, 1996년~1997년)
- 한신 타이거스(1988년~1996년)

### 개인 기록
첫 기록
- 첫 등판: 1978년 7월 18일, 대 크라운라이터 라이온스 후기 4차전(고쿠라 구장)

### 등번호
- 16(1977년~1988년 도중)
- 48(1988년 도중~1996년 도중)
- 6(1996년 도중~1997년)
- 80(1998년~2004년)
- 84(2005년~2011년, 2016년~2020년, 2023년~)
- 88(2013년~2015년)

### 연도별 투수 성적
| 연 도      | 소 속      | 등 판 | 선 발 | 완 투 | 완 봉 | 무 4 구 | 승 리 | 패 전 | 세 이 브 | 홀 드 | 승 률 | 타 자 | 이 닝  | 피 안 타 | 피 홈 런 | 볼 넷 | 고 4 | 몸 맞 | 탈 삼 진 | 폭 투 | 보 크 | 실 점 | 자 책 점 | 평 자 책 | W H I P |
| ---------- | ---------- | ----- | ----- | ----- | ----- | ------- | ----- | ----- | -------- | ----- | ----- | ----- | ------ | -------- | -------- | ----- | ---- | ----- | -------- | ----- | ----- | ----- | -------- | -------- | ------- |
| 1978년     | 긴테쓰     | 6     | 1     | 0     | 0     | 0       | 0     | 0     | 0        | --    | ----  | 67    | 15.2   | 16       | 3        | 5     | 0    | 0     | 8        | 0     | 0     | 10    | 10       | 5.63     | 1.34    |
| 1979년     | 긴테쓰     | 5     | 0     | 0     | 0     | 0       | 0     | 0     | 0        | --    | ----  | 46    | 10.0   | 17       | 5        | 1     | 0    | 1     | 6        | 0     | 0     | 8     | 8        | 7.20     | 1.80    |
| 1980년     | 긴테쓰     | 34    | 10    | 4     | 0     | 0       | 8     | 5     | 3        | --    | .615  | 555   | 130.1  | 130      | 24       | 45    | 1    | 3     | 69       | 4     | 0     | 61    | 58       | 4.02     | 1.34    |
| 1981년     | 긴테쓰     | 42    | 17    | 5     | 1     | 0       | 9     | 11    | 8        | --    | .450  | 713   | 165.1  | 166      | 23       | 71    | 1    | 4     | 78       | 1     | 0     | 78    | 75       | 4.09     | 1.43    |
| 1982년     | 긴테쓰     | 26    | 22    | 15    | 2     | 1       | 12    | 9     | 1        | --    | .571  | 748   | 176.2  | 165      | 27       | 68    | 4    | 2     | 75       | 3     | 0     | 81    | 76       | 3.86     | 1.32    |
| 1983년     | 긴테쓰     | 29    | 20    | 5     | 0     | 0       | 5     | 10    | 2        | --    | .333  | 598   | 142.1  | 134      | 26       | 52    | 1    | 4     | 46       | 0     | 0     | 83    | 72       | 4.55     | 1.31    |
| 1984년     | 긴테쓰     | 36    | 8     | 2     | 0     | 0       | 5     | 6     | 2        | --    | .455  | 546   | 124.2  | 125      | 20       | 52    | 4    | 7     | 51       | 2     | 0     | 73    | 66       | 4.76     | 1.42    |
| 1985년     | 긴테쓰     | 30    | 1     | 0     | 0     | 0       | 2     | 1     | 0        | --    | .667  | 256   | 54.1   | 63       | 9        | 30    | 2    | 7     | 26       | 2     | 0     | 49    | 46       | 7.62     | 1.71    |
| 1986년     | 긴테쓰     | 20    | 7     | 2     | 1     | 0       | 4     | 3     | 0        | --    | .571  | 288   | 69.2   | 62       | 13       | 27    | 1    | 2     | 41       | 3     | 0     | 31    | 27       | 3.49     | 1.28    |
| 1987년     | 긴테쓰     | 12    | 3     | 0     | 0     | 0       | 0     | 2     | 1        | --    | .000  | 94    | 21.2   | 27       | 4        | 6     | 1    | 0     | 11       | 0     | 0     | 16    | 13       | 5.40     | 1.52    |
| 1988년     | 긴테쓰     | 2     | 0     | 0     | 0     | 0       | 0     | 0     | 0        | --    | ----  | 14    | 3.0    | 3        | 0        | 3     | 0    | 0     | 1        | 0     | 0     | 4     | 4        | 12.00    | 2.00    |
| 1988년     | 한신       | 23    | 9     | 2     | 1     | 0       | 4     | 2     | 0        | --    | .667  | 295   | 68.1   | 74       | 9        | 25    | 0    | 2     | 36       | 1     | 0     | 31    | 31       | 4.08     | 1.45    |
| '88 소계   | 한신       | 25    | 9     | 2     | 1     | 0       | 4     | 2     | 0        | --    | .667  | 309   | 72.2   | 77       | 9        | 28    | 0    | 2     | 37       | 1     | 0     | 35    | 35       | 4.33     | 1.44    |
| 1989년     | 한신       | 14    | 8     | 0     | 0     | 0       | 2     | 2     | 0        | --    | .500  | 223   | 49.1   | 54       | 9        | 25    | 6    | 1     | 55       | 1     | 0     | 30    | 28       | 5.11     | 1.60    |
| 1990년     | 한신       | 55    | 0     | 0     | 0     | 0       | 3     | 3     | 3        | --    | .500  | 334   | 84.0   | 71       | 13       | 29    | 4    | 0     | 89       | 3     | 0     | 38    | 38       | 4.07     | 1.19    |
| 1991년     | 한신       | 37    | 0     | 0     | 0     | 0       | 6     | 3     | 6        | --    | .667  | 252   | 59.2   | 51       | 8        | 25    | 6    | 1     | 39       | 1     | 0     | 22    | 21       | 3.17     | 1.27    |
| 1992년     | 한신       | 11    | 0     | 0     | 0     | 0       | 1     | 0     | 1        | --    | 1.000 | 63    | 14.0   | 12       | 3        | 10    | 1    | 0     | 16       | 1     | 0     | 8     | 8        | 5.14     | 1.57    |
| 1993년     | 한신       | 34    | 0     | 0     | 0     | 0       | 4     | 0     | 2        | --    | 1.000 | 227   | 53.0   | 43       | 5        | 23    | 1    | 1     | 53       | 1     | 0     | 23    | 20       | 3.40     | 1.25    |
| 1994년     | 한신       | 50    | 0     | 0     | 0     | 0       | 4     | 2     | 1        | --    | .667  | 298   | 69.2   | 63       | 7        | 26    | 2    | 5     | 56       | 0     | 0     | 26    | 24       | 3.10     | 1.28    |
| 1995년     | 한신       | 45    | 0     | 0     | 0     | 0       | 1     | 2     | 0        | --    | .333  | 272   | 60.0   | 66       | 13       | 27    | 5    | 6     | 55       | 3     | 0     | 42    | 39       | 5.85     | 1.55    |
| 1996년     | 긴테쓰     | 21    | 0     | 0     | 0     | 0       | 1     | 0     | 0        | --    | 1.000 | 124   | 31.0   | 30       | 3        | 6     | 1    | 1     | 23       | 0     | 0     | 8     | 8        | 2.32     | 1.16    |
| 1997년     | 긴테쓰     | 18    | 0     | 0     | 0     | 0       | 0     | 1     | 0        | --    | .000  | 86    | 19.1   | 19       | 3        | 8     | 0    | 3     | 13       | 2     | 0     | 13    | 11       | 5.12     | 1.40    |
| 통산: 20년 | 통산: 20년 | 550   | 106   | 35    | 5     | 1       | 71    | 62    | 30       | --    | .534  | 6099  | 1422.0 | 1391     | 227      | 564   | 41   | 50    | 847      | 28    | 0     | 735   | 683      | 4.32     | 1.37    |

- 굵은 글씨는 시즌 최고 성적.